# 清水茉菜
清水茉菜（1989年12月19日—），日本女性配音員。出身於宮城縣。隸屬於Vi-vo。

## 演出作品

### 電視動畫
2012年
- 其中1個是妹妹！（後輩女子）
- 櫻花莊的寵物女孩（女子B）

2013年
- 黃金拼圖（女學生C）
- 琴浦小姐（彩）
- 初音島III
- YUYU式（長谷川文[2]）

2014年
- LoveLive！ (第2期)（1年級B）

2015年
- 哆啦A夢 (水田山葵版)（班上同學B）

2018年
- 哆啦A夢 (水田山葵版)（小孩D）

### OVA
2017年
- （長谷川文）

### 電影動畫
2014年
- PERSONA3 THE MOVIE #2 Midsummer Knight's Dream（女性C）

### 遊戲
2014年
- 我家公主最可愛（卡娜·蕾茵地亞）

2018年
- 閃耀幻想曲（長谷川文）

### 外語配音

#### 電視影集
- 搖滾教室 (2012年電視影集)（英语：Crash & Bernstein）（Jasmine Bernstein〈Mckenna Grace 配音〉）

### 廣播
- 新谷良子的只有電台（音泉：2015年3月5日－，節目助理／輪班）[3]

### 電台廣告
- SONY Walkman

### 角色歌曲
| 發行日期 | 標題                              | 名義                                                         | 曲名                              | 備註                       |
| 2013年   | 2013年                            | 2013年                                                       | 2013年                            | 2013年                     |
| -------- | --------------------------------- | ------------------------------------------------------------ | --------------------------------- | -------------------------- |
| 7月17日  | 電視動畫「YUYU式」角色歌曲專輯 ！ | 相川千穗（茅野愛衣）、岡野佳（潘惠美）、長谷川文（清水茉菜） | 「」                              | 電視動畫《YUYU式》相關歌曲 |
| 7月17日  | 電視動畫「YUYU式」角色歌曲專輯 ！ | 長谷川文（清水茉菜）                                         | 「私感」 「私達絆」 「Lady go!!」 | 電視動畫《YUYU式》相關歌曲 |
| 2017年   |                                   |                                                              |                                   |                            |
| 3月24日  | OVA「YUYU式」角色歌曲專輯         | 長谷川文（清水茉菜）                                         | 「乳酸菌○○」                      | OVA《YUYU式》相關歌曲      |

## 來源
1. 1 2  . Vi-vo.   [2017-05-07]. （原始内容存档于2017-07-26） （日语）.
2. ↑  . 電視動畫「YUYU式」公式官網.   [2017-05-07]. （原始内容存档于2021-02-18） （日语）.
3. ↑  . 音泉.   [2017-05-07]. （原始内容存档于2020-03-11） （日语）.

## 外部連結
- Vi-vo公式官網的聲優簡介 （页面存档备份，存于） （日語）